# Pedro Alvintzi
Pedro Alvintzi (Péter Alvinczi) fue un reformador y polemista húngaro, nacido en Aiud, Transilvania, en 1570 y fallecido en 1634.

## Biografía
Pedro estudió en las universidades más célebres de Italia, Alemania y Suiza y posteriormente ejerció como ministro de los protestantes en Hungría.
Pedro, posteriormente de tener una acalorada disputas sobre materias de religión con el jesuita Pedro Pázmány, publicó una obra llamada Itinerario católico, en la que examina, según sus principios, cual de las dos religiones, católica o protestante, era la más antigua y la que perdurará en el tiempo.
Pedro también escribió una gramática del húngaro, en el cual trata de los lapones y fineses y sus relaciones con los húngaros en tiempos remotos y otras obras.

## Obras
- Bethlen Gábor....., 1881.
- Diplomatarium Alvinczianum,..., Pest, 1870-87, 3 vols (otras ediciones: 2009 por Kessinger Publ, y en 2011 por Nabu Press)
- Itinerarium catholicum,..., Debrecen, 1616.
- Macchiavellizatio..., Saragossae, excudebat Didacus Ibarra, 1621.
- Querela Hungariae, Kassa, 1619.
- Tractatus de patrum,..., J. Rhodii, 1611.